# 15 juillet 1951
Le dimanche 15 juillet 1951 est le 196e jour de l'année 1951.

## Naissances
- Armel Pécheul, juriste et homme politique français
- Chuck Arnason, joueur de hockey sur glace canadien
- Dušan Herda, joueur de football tchécoslovaque
- Folorunsho Alakija, Femme d'affaires
- Gary Roughead, officier général de l'United States Navy
- Gregory Isaacs (mort le 25 octobre 2010), chanteur de reggae
- Heiner Michael Becker (mort le 4 avril 2017), avocat, collecteur, archiviste, éditeur et historien de l'anarchisme, collaborateur de l’Institut international d'histoire sociale d’Amsterdam
- Ján Lunter, entrepreneur et homme politique slovaque
- Jan Nolf, avocat belge
- Jesse Ventura, homme politique américain
- Joan Lerma, personnalité politique espagnole
- Nelson Martínez (mort le 12 décembre 2018), homme politique vénézuélien
- Rick Kehoe, joueur et entraîneur de hockey sur glace canadien

## Décès
- Armand Viré (né le 28 janvier 1869), spéléologue français
- Georges Kopp (né en 1902), ingénieur et militaire russe
- Mary White Ovington (née le 11 avril 1865), militante socialiste des droits civiques et féministe américaine

## Événements
- Création de la gare de Shin-Kemigawa